# Бюльбюль золотогорлий
Бюльбю́ль золотогорлий (Pycnonotus finlaysoni) — вид горобцеподібних птахів родини бюльбюлевих (Pycnonotidae). Мешкає в Південно-Східній Азії. Вид названий на честь шотландського натураліста і мандрівника Джорджа Фінлейсона.

## Опис

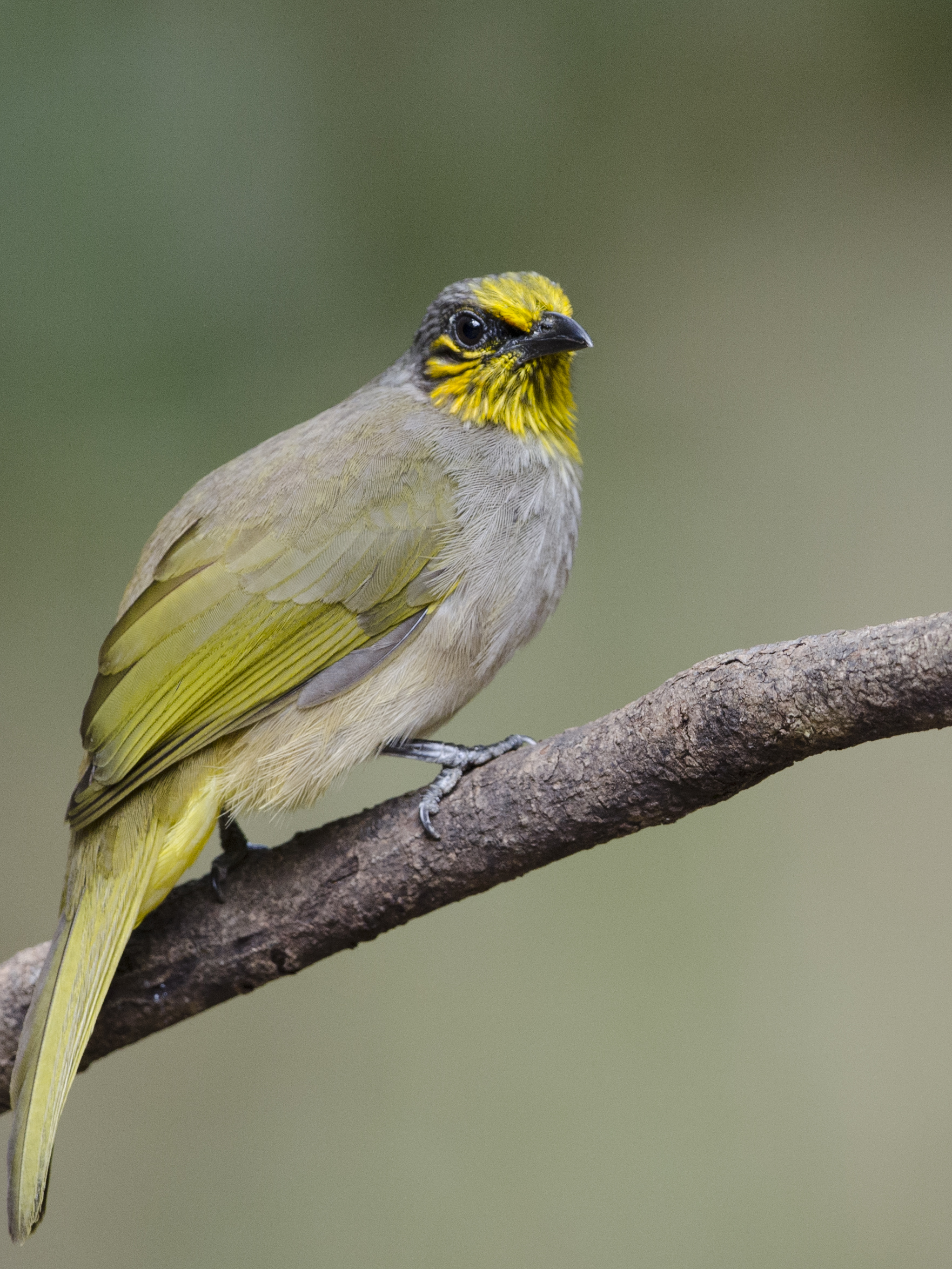
Золотогорлий бюльбюль

Довжина птаха становить 20 см. Виду не притаманний статевий диморфізм. Забарвлення переважно тьмяно-коричневе, за винятком лобу, скронь, горла і верньої частини грудей, які рясно поцятковані золотисто-жовтими смужками. Крила жовтуваті, нижня частина грудей і живіт поцятковані білими смужками, гузка жовта. Молоді птахи мають дещо тьмяніше забарвлення. Спів гучний і чіткий.

## Підвиди
Виділяють три підвиди:
- P. f. davisoni (Hume, 1875) — долина річки Іраваді (західна і центральна М'янма);
- P. f. eous Riley, 1940 — південно-східна М'янма, південий Юньнань, Таїланд і південний Індокитай;
- P. f. finlaysoni Strickland, 1844 — Малайський півострів.

Деякі дослідники виділяють підвид P. f. davisoni у окремий вид Pycnonotus davisoni.

## Поширення і екологія
Золотогорлі бюльбюлі мешкають в М'янмі, Таїланді, Китаї, Лаосі, Камбоджі, В'єтнамі і Малайзії. Вони живуть у вологих тропічних лісах і чагарникових заростях, на узліссях і галявинах, на полях, пасовищах, плантаціях, в парках і садах. Зустрічаються на висоті до 1300 м над рівнем моря. Живляться плодами (зокрема плодами фікусів), ягодами і комахами, яких ловлять в польоті або шукають на землі. Сезон розмноження в Малайзії триває з лютого по вересень. Гніздо невелике, чашоподібне, розміщується в густій рослинності на висоті від 0,6 до 6 м над землею. В кладці від 2 до 4 яєць.